# Alpenmatten-Zwergweideneule

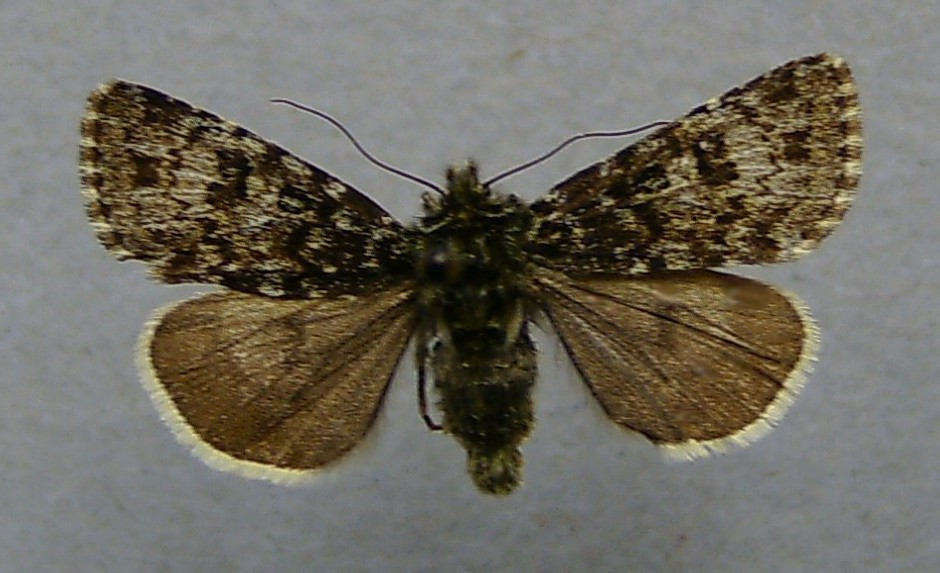
Alpenform
Hadula melanopa rupestralis

Die Alpenmatten-Zwergweideneule (Hadula melanopa) ist ein Schmetterling (Nachtfalter) aus der Familie der Eulenfalter (Noctuidae). Die Art wurde früher wegen der äußeren Ähnlichkeit der Gattung Anarta zugerechnet, wird aber inzwischen aufgrund der größeren anatomischen Ähnlichkeit zur Gattung Hadula gezählt.

## Merkmale
Die nordischen Falter der Nominatform melanopa erreichen eine Flügelspannweite von 20 bis 26 Millimetern, deren Vorderflügel eine braungraue oder blass graue Grundfarbe haben. Die Musterung ist unregelmäßig mit teilweise tropfenförmigen kleinen Flecken versehen. Quer- und Wellenlinien heben sich ebenso wie Ring- und Nierenmakel dunkel hervor. Die Hinterflügel sind weißlich mit einem deutlichen Mittelfleck und zeigen ein breites, braunes Saumfeld mit weißen Fransen. Bei der ssp. brunnea sind die Hinterflügel ebenfalls weißlich gefärbt und auf den Vorderflügeln sind oftmals hellere und orangebraune Elemente erkennbar. Die etwas größere ssp. rupestralis erreicht eine Flügelspannweite von 25 bis 29 Millimetern und unterscheidet sich durch die stark verdunkelten, meist fast einfarbig graubraunen Hinterflügel von der Nominatform.
Die Raupen haben eine rotbraune Färbung. Sie besitzen eine auffällige Musterung aus weißen und dunkelbraunen Flecken an den Seiten. Die Rückenlinie ist sich dünn, hell ockergelb und teilweise unterbrochen.

## Geographische Verbreitung und Lebensraum
Im Norden Skandinaviens ist die Art in der Nominatform melanopa, in den Hochlagen der Alpen, im Balkangebirge und im Apennin in der ssp. rupestralis sowie in einigen bergigen Gegenden der Britischen Inseln in der ssp. brunnea vertreten. Sie fehlt aber in den Karpaten und den Pyrenäen. Bevorzugter Lebensraum sind Sumpfflächen oberhalb der Baumgrenze sowie felsige Grashänge im Hochgebirge bis zur Schneegrenze.

## Lebensweise
Die Falter sind tagaktiv und besuchen gerne die Blüten von Stängellosem Leimkraut (Silene acaulis) oder Steinbrech (Saxifraga). Sie fliegen in einer Generationen von Juni bis August. Die Raupen ernähren sich polyphag beispielsweise von Krähenbeeren (Empetrum), Heidelbeeren (Vaccinium), Weißer Silberwurz (Dryas octopetala) oder niedrig wachsenden Weidenarten (Salix). und verpuppen sich in einem festen Gespinst, in dem die Puppe meist zwei Jahre überliegt.

## Gefährdung und Schutz
Die Art kommt in Deutschland nur in den bayerischen Alpen vor und wird auf der Roten Liste gefährdeter Arten in Kategorie 3 (gefährdet) geführt. An sehr eng begrenzten Plätzen kann sie durchaus zahlreich erscheinen.